# Meinertellidae
Meinertellidae là một họ côn trùng không cánh nguyên thủy trong bộ Archaeognatha. Các loài côn trùng này khác với các thành viên trong họ cùng bộ của chúng Machilidae ở điểm thiếu các vảy ở gần chân và râu.

## Các chi
- Hypomachilodes
Hypomachilodes texanus[3]
Hypomachilodes forthaysi[4]
- Machilinus
  - Machilinus (Nearctolinus)

Machilinus aurantiacus[5]
Machilinus aurantiacus aurantiacus
Machilinus aurantiacus setosus
- Machiloides[6]
Machiloides banksi
Machiloides petauristes